# Mademoiselle Alexandre
Mademoiselle Alexandre var en fransk modeskapare. Hon beskrivs som den ledande designern i Paris tillsammans med Le Sieur Beaulard under Ludvig XV:s senare regeringstid på 1760- och 70-talen, då deras rivalitet tilldrog sig uppmärksamhet. 
Mademoiselle Alexandre kom från en familj av skräddare. Hon öppnade år 1740 en modehandel på Rue de la Monnaie i centrala Paris. Vid denna tid var Marie Madeleine Duchapt den ledande modehandlaren, men Alexandre kom så småningom att tillhöra sitt yrkes elit. 
Som modehandlare var det hennes uppgift att dekorera klänningar, något som under denna epok var en viktig uppgift eftersom klänningar under tiden 1740–1770 i princip alltid syddes i samma grundmodell och visade modets växlingar endast genom sin dekor. Hon sålde även accessoarer till män. Alexandres butik blev så småningom Paris mest exklusiva jämsides med Le Sieur Beaulards, och det var hennes butik som fick ordern att komplettera utstyrseln för grevinnorna av Provence och Artois, när dessa gifte in sig i franska kungahuset 1771 respektive 1773. Hon hade även kunder utomlands. 
Hon utkonkurrerades på 1770-talet av Rose Bertin och gick 1779 i konkurs.  